# 大林路
大林路是中華人民共和國上海市黃浦區一條東西走向道路，西起方斜路，東至黃家闕路。道路全长570米，宽10.4至15.6米。道路始建於中華民国22年(1933年)，當時以周邊道路尚文路（一說尚文門）及方斜路命名為文斜路，后來更名為大林路。